# Artur Żmijewski (kunstenaar)
Artur Żmijewski (Warschau, 26 mei 1966) is een Pools beeldend kunstenaar (onder meer als fotograaf) en filmregisseur.
Żmijewski studeerde in de jaren 1990-1995 aan de Academie voor Schone Kunsten in Warschau. Hij is auteur van korte videofilms en fototentoonstellingen, die over de hele wereld werden getoond. Sinds 2006 is hij artistiek redacteur van het linkse tijdschrift Krytyka Polityczna.
- Bibsys: 10010439
- CiNii: DA17621760
- Gemeinsame Normdatei: 122042506
- Nationale Bibliotheek van Letland: 000281321
- Nationale Bibliotheek van Tsjechië: ola2009488211
- Nationale Bibliotheek van Israël: 987007601091605171
- PIC: 379942
- RKD-Nederlands Instituut voor Kunstgeschiedenis: 241047
- Système universitaire de documentation: 097517615
- Union List of Artist Names: 500353444
- Virtual International Authority File: 74724713
- WorldCat: E39PBJcgyHhdym6yQ6gmXydxXd